# Rehmannia glutinosa
Rehmannia glutinosa är en snyltrotsväxtart som först beskrevs av Joseph Gaertner, och fick sitt nu gällande namn av Libosch., Fisch. och Mey.. Rehmannia glutinosa ingår i släktet Rehmannia och familjen snyltrotsväxter. Inga underarter finns listade i Catalogue of Life.

## Bildgalleri

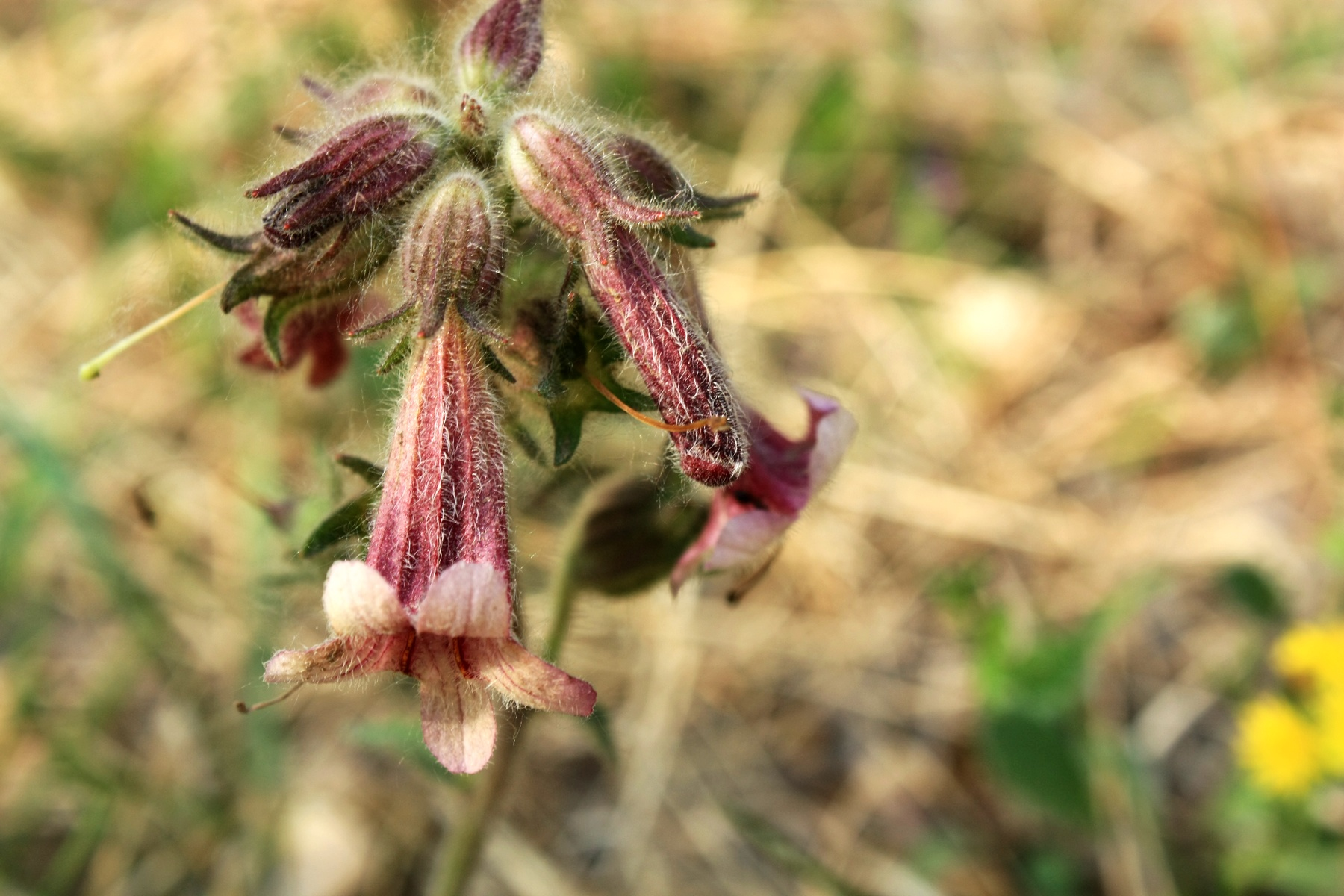